# Государственная филармония Узбекистана
Государственная филармония Узбекистана — учреждение культуры в столице Узбекистана, в городе Ташкент.

## Общие сведения
Государственное учреждение при Министерстве культуры Республики Узбекистан. 
Создана на основании Постановления Президента Республики Узбекистан Шавката Мирзиеева от 27.06.2018 г. № ПП-3813 «О мерах по организации деятельности Государственной филармонии Узбекистана»

## Художественные руководители коллективов, дирижеры и балетмейстеры
- Шокаримов Уктамжон
- Азимов Элдар Сарварович;
- Муминов Кадыр Ташкинович;
- Джалилов Исмаил Туляганович;
- Абдурахимова Фируза Равшановна;
- Икрамов Алишер Каримович;
- Ташматов Мансур Ганиевич;
- Раимджанов Анвар Хусаинович
- Мадрахимова Гульмира Улмасджановна;
- Ахмедова Зарина Ахмедовна;
- Лутфуллаева Муборак Бахруллаевна;
- Туркина Анна Владимировна;
- Маликова Гулнора Хамидуллаевна;
- Кабдурахманов Алибек Асатуллаевич и др.

## Коллективы (базирующиеся в городеТашкент)
- Национальный симфонический оркестр Узбекистана
- Государственный академический оркестр народных инструментов Узбекистана
- Камерный оркестр «Туркистон»
- Камерный оркестр «Солисты Узбекистана»
- Узбекский Государственный камерный оркестр национальных инструментов «Согдиана»
- Камерный оркестр «Юные дарования»
- Государственная хоровая капелла
- Национальный эстрадный оркестр
- Эстрадно-симфонический оркестр имени Батыра Закирова
- Заслуженный хоровой коллектив
- Ансамбль песни и танца «Узбекистан»
- Ансамбль песни и танца «Навбахор»
- Ансамбль песни и танца «Навруз»
- Ансамбль песни и танца «Лазги»
- Ансамбль «Дуторчилар» имени Ганиджона Тошматова
- Детский ансамбль песни и танца «Булбулча»
- Национальная группа «Карнай- сурнай»

## Территориальные отделения (филиалы)
- Каракалпакское Республиканское отделение филармонии
- Андижанское областное отделение филармонии
- Бухарское областное отделение филармонии
- Джизакское областное отделение филармонии
- Кашкадарьинское областное отделение филармонии
- Навоийское областное отделение филармонии
- Наманганское областное отделение филармонии
- Самаркандское областное отделение филармонии
- Сурхандарьинское областное отделение филармонии
- Сырдарьинское областное отделение филармонии
- Ташкентское областное отделение филармонии
- Ферганское областное отделение филармонии
- Хорезмское областное отделение филармонии

Ранее в состав филармонии входил и Узбекский национальный ансамбль «Мумтоз», однако в результате реорганизации на его базе был создан Государственный ансамбь танца «Бахор» имени Мукаррамы Тургунбаевой'.

## Действующие залы (в городе Ташкент)
- Дворец искусств «Туркистон» (Концертный зал рассчитан на 900 зрительных мест, амфитеатр — 3500 мест);
- Дворец музыки (450 зрительных мест);

Территориальные отделения филармонии располагают в основном амфитеатрами в столице Республики Каракалпакстан и областных центрах.